# Sun Princess
Die Sun Princess ist ein 2024 in Dienst gestelltes Kreuzfahrtschiff der Marke Princess Cruises, die zur Carnival Corporation & plc gehört. Sie ist das Typschiff der Sphere-Klasse und das Schwesterschiff der im Bau befindlichen Star Princess, welche 2025 in Fahrt kommen soll.

## Geschichte
Am 23. Juli 2018 gaben Princess Cruises und die italienische Fincantieri-Werft den Abschluss einer Vereinbarung über zwei mit LNG angetriebene Schiffe einer neuen Klasse mit Ablieferung Ende des Jahres 2023 und im Frühjahr 2025 bekannt. Die entsprechenden Verträge wurden im März 2019 unterschrieben.
Am 15. September 2022 wurde der Name des ersten Schiffes mit Sun Princess bekanntgegeben. Die Indienststellung sollte nun im Frühjahr 2024 erfolgen.
Anfang März 2023 erfolgte das Aufschwimmen nach dem Verlassen der Werfthalle. Im November 2023 und Januar 2024 wurden Probefahrten durchgeführt. Ende Januar 2024 gaben Princess Cruises und die Fincantieri-Werft bekannt, dass sich die Ablieferung des Schiffes aufgrund noch ausstehender technischer Arbeiten verzögern und die Jungfernfahrt vom 8. Februar auf den 28. Februar 2024 verschoben würde. Nach der Ablieferung am 14. Februar und zwei ausgefallenen Reisen verließ das Schiff das Baudock am 23. Februar und erreichte am 27. Februar Civitavecchia. Die Jungfernfahrt, eine zehntägige Mittelmeer-Rundreise, begann planmäßig am 28. Februar.
Das Schiff wurde am 23. April 2024 von Hannah Waddingham in Barcelona getauft.

## Technische Daten und Ausstattung
Die Sun Princess hat eine Länge von 345 m und eine Breite von 49,9 m und ist mit 175.500 BRZ vermessen. 2.157 Kabinen bieten Platz für maximal 4.300 Passagiere (bei Doppelbelegung). Die Größe dieser reicht von 13,5 m² (Innenkabinen) bis 117 m² (Suiten).
An Bord des Schiffes mit 21 Decks befinden sich 29 Restaurants, 5 Pools sowie 9 Whirlpools. 
Wie auf vielen Kreuzfahrtschiffen gibt es an Bord der Sun Princess kein Deck Nr. 13.
Die Sun Princess kann als erstes Schiff von Princess Cruises mit Flüssigerdgas (LNG) angetrieben werden. Sie erreicht eine Höchstgeschwindigkeit von 22 Knoten.